# Diakhao
Diakhao är en ort och kommun i Senegal och ligger i Fatickregionen. Kommunens folkmängd uppgår till cirka 5 000 invånare. 